# Сан-Бриссуш (Бежа)
Сан-Бриссуш (порт.  São Brissos) — фрегезия (район) в муниципалитете Бежа округа Бежа в Португалии. Территория — 51,03 км². Население — 101 жителей. Плотность населения — 2 чел/км².